# أنجيلا إيست
أنجيلا إيست (بالإنجليزية: Angela East)‏ هي موسيقية بريطانية، ولدت في عقد 1960.

## وصلات خارجية
- أنجيلا إيست على موقع ميوزك برينز (الإنجليزية)
- أنجيلا إيست على موقع ديسكوغز (الإنجليزية)